# 제15기갑척탄병사단
제15기갑척탄병사단(독일어: 15. Panzergrenadier-Division)은 제15기갑사단이 튀니지에서 항복하면서 해체된 후, 사단의 남은 생존자를 중심으로 창설된 나치 독일군의 기갑척탄병사단이다. 1945년 5월에 제2차 세계 대전이 종결될 때까지는 허스키 작전, 이탈리아 전역 등에 투입되었다.

## 부대 연혁
- 1943년 7월 1일, 시칠리아에 집결하고 있던 북아프리카 전선 파견 예정 병력을 중심으로 사단 창설
- 1943년 7월 10일, 연합군이 시칠리아에 상륙하자 전투에 돌입 (북쪽으로 후퇴 후 8월에 이탈라이 본토로 철수)
- 1943년 9월 9일, 살레르노에 상륙한 연합군과 전투 (1944년 6월까지 구스타프 방어선 전투에 참여)
- 1944년 7월말, 프랑스 남부 지역으로 이동 (10월과 11월에는 서부방벽 방어전에 참여)
- [[1945년 5월 5일, 니더작센주의 람스테드트(Lamstedt)에서 영국군에 항복

## 부대 편성
1943년 7월, 창설 시점의 사단 편성은 아래와 같다.
- 사단본부
- 제215기갑대대 : 전차대대
- 제104기갑척탄병연대 : 재창설 (기존 제15기갑사단과 부대명 동일, 이하 같음)
- 제115기갑척탄병연대 : 재창설
- 제129기갑척탄병연대[1] : 재창설 (스탈린그라드 전투에서 전멸한 제22기갑시단 소속 연대)
- 제33포병연대 (차량화) : 재창설
- 방사포대대 "시칠리아" (독일어: Werfer-Abteilung Sizilien) : 네벨베르퍼(Nebelwerfer) 다연장 로켓발사기 부대
- 제33육군대공포대대 (차량화)
- 제15정찰대대 (독일어: Schnelle Abteilung 15) : 재창설
- 제33대전차대대 : 재창설
- 제33공병대대 (차량화) : 재창설
- 제33통신대대 : 재창설

1943년 12월 무렵의 사단 편성은 아래와 같다.
- 사단본부
- 제115기갑대대 : 전차대대
- 제103기갑척탄병연대
- 제129기갑척탄병연대
- 제33포병연대 (차량화)
- 제33육군대공포대대 (차량화)
- 제15기갑수색대대 (독일어: Panzeraufklärungs-Abteilung 115)
- 제33대전차대대
- 제33공병대대 (차량화)
- 제33통신대대

## 전쟁 범죄
제15기갑척탄병의 부대원이 여러 건의 전쟁범죄에 연루되었다. 대표적 사건은 아래와 같으며, 전체적으로 300명에서 400명이 학살된 것으로 알려져 있다.
- 1943년 10월 7일, 제115기갑척탄병연대가 벨로나에서 50명 이상의 민간인을 살해하고 학살 장소인 채석장을 폭파하여 범죄를 은폐한 행위[2][3]
- 1943년 12월 28일, 제115기갑척탄병연대 제1대대가 발레로톤다에서 여성, 어린이를 포함한 40명 이상의 민간인을 무차별 사살한 행위